# Gustaf Taube (1796–1852)
Gustaf Erik Adam Taube, född 31 januari 1796 i Stralsund, död 8 juli 1852 på Ryningsholm i Höreda socken, var en svensk greve och militär.

## Biografi
Gustaf Taube var son till kammarherren greve Christian August Vilhelm Louis Taube och Johanna Vilhelmina Louisa Henrietta Pollet. Han blev kvartermästare vid Skånska husarregementet 1801, fanjunkare vid Engelbrechtenska regementet 1805, kadett vid preussiska kadettkåren i Berlin 1806, sergeant vid Livregementets grenadjärkår 1812 och fänrik vid Livregementsbrigadens grenadjärer 1813. Taube deltog i fälttågen i Tyskland och Norge 1813 och 1814 och deltog där i slaget vid Grossbeeren, slaget vid Dennewitz och slaget vid Leipzig. Han blev löjtnant vid Livregementsbrigadens grenadjärer 1814, kapten i generalstaben 1816, kapten vid Livregementsbrigadens grenadjärer 1824, major i generalstaben 1825 och vid Kalmar regemente 1826. Taube blev överstelöjtnant i armén 1832, överstelöjtnant och premiärmajor vid Kalmar regemente samma år samt överste i armén 1838. Han var överste och chef för Kalmar regemente 1847–1852. Taube blev riddare av Svärdsorden 1823.

### Familj
Taube gifte sig 1 februari 1831 i Stockholm med friherrinnan Hedvig Gustava Eleonora Ridderstolpe (1814–1888), dotter till hovmarskalken friherre Gustaf Ridderstolpe och Jeannette Müller. De fick tillsammans barnen Johanna Vilhelmina Taube (1831–1911) som var gift med stallmästaren Edvin Ström, kontrollören August Gustaf Taube (1833–1900), Carl Fredrik Taube (1835–1835), kaptenen Edvard Ludvig Taube (1836–1894), järnvägsdistriktschefen och riksdagsmannen Carl Taube (1843–1914), Alice Désirée Taube (1847–1946) som var gift med majoren Fredrik August Ridderstolpe och Vilhelmina Lovisa Taube (1849–1919) som var gift med majoren Edvard Christoffer Torgny Bogeman.